# Hemigaster fulva
Hemigaster fulva är en stekelart som först beskrevs av Tosquinet 1903.  Hemigaster fulva ingår i släktet Hemigaster och familjen brokparasitsteklar. Inga underarter finns listade i Catalogue of Life.